# Chris Ross
Christopher „Chris“ Ross (* 12. März 1933 in Glasgow; † 4. Mai 2013) war ein schottischer Snookerspieler, der zwischen 1976 und 1986 für zehn Saisons Profispieler war. In dieser Zeit erreichte er die Runde der letzten 24 der Snookerweltmeisterschaft 1977 und bestritt das Finale der Scottish Professional Championship 1980. Des Weiteren gewann er 1976 die English Amateur Championship.

## Karriere
Ross wurde 1933 im schottischen Glasgow geboren, lebte aber später im englischen Woking. Zunächst arbeitete er als Versicherungsagent, spielte aber seine Freizeit stets Snooker. Erste Ergebnisse sind mit einer Teilnahme an der English Amateur Billiards Championship 1956, der englischen Meisterschaft im English Billiards, belegt. National bekannt wurde Ross 1968, als er das Finale der englischen Snooker-Meisterschaft erreichte, dieses aber mit 6:11 gegen David Taylor verlor. 1970 unterlag er im Finale der vor dem Meisterschaftsspiel vorgeschalteten Qualifikation Jonathan Barron. Im Jahr darauf verlor er im Halbfinale erneut gegen Barron, ehe er 1972 im Achtelfinale an Alan Barnett scheiterte. Im nächsten Jahr wurde er zu den Norwich Union Open eingeladen, wo er nach einem Sieg über Marcus Owen im Achtelfinale deutlich mit 0:4 gegen den Australier Eddie Charlton verlor. 1974 schied er zunächst an gleicher Stelle gegen Patsy Fagan aus, bevor er außerdem an den Pontins Spring Open teilnahm und bei diesen das Viertelfinale erreichte, in dem er sich Profi-Weltmeister Ray Reardon geschlagen geben musste.
Erst ein Jahr später glückte ihm wieder ein Erfolg, als er bei der English Amateur Championship das Finale der Qualifikation erreichte, in diesem allerdings gegen Willie Thorne verlor. Dabei ist anzumerken, dass die Qualifikation in einen Nord- und in einen Südteil unterteilt war, es also demzufolge zwei Endspiele gab, deren Sieger im Endspiel um die Meisterschaft zusammentrafen. Bereits 1976 zog er nochmals in das Qualifikations-Endspiel ein und besiegte diesmal Patsy Fagan, womit er im Endspiel um die Meisterschaft stand. In diesem sicherte er sich mit einem 11:7-Sieg über Roy Andrewartha den britischen Meistertitel. Kurz danach setzten bei Ross zunächst unerklärliche Symptome ein – der Schotte musste sich mehrfach am Tag übergeben. Dies beeinträchtigte nicht nur seine gesundheitliche Verfassung, sondern auch seine Spielweise. Eine Erklärung oder Behandlung für die Symptome konnte zunächst nicht gefunden werden. Zwar reiste er trotz der andauernden Symptome nach Südafrika zur Amateurweltmeisterschaft, doch spielte er dort so schlecht, dass der amtierende britische Meister noch in der Gruppenphase ausschied.
Anschließend war er Teil einer Tour durch Südafrika mit Profi-Weltmeister Ray Reardon. Danach wurde er sogar offiziell Profispieler, doch seine Symptome verhinderten den Durchbruch. Ross’ erstes Profispiel war ein Qualifikationsspiel für die Snookerweltmeisterschaft 1977, das er allerdings klar mit 0:11 gegen den späteren Vize-Weltmeister Cliff Thorburn verlor. Bei der UK Championship 1977 gelang ihm gegen Jack Karnehm sein erster Profisieg, allerdings verlor er anschließend im Achtelfinale des Turnieres mit 1:5 gegen Graham Miles, bevor er die Saison mit einer 1:9-Niederlage gegen Pat Houlihan in der WM-Qualifikation beendete. Danach musste Ross pausieren, denn seine Symptome waren nicht besser geworden, sondern hatten sich sogar noch verschlimmert. Dem Schotten war es nun sogar physisch nicht mehr möglich, einen Queue in der Hand zu halten, wodurch auch das Snookerspielern unmöglich wurde. Zwar wurde Ross’ Krankheitsbild letztlich als Psychosomatik diagnostiziert, doch Ross sah sich gezwungen, seine Karriere als Snookerspieler an den Nagel zu hängen. Um seine Familie weiterhin versorgen zu können, kehrte er in seinen alten Beruf als Versicherungsmakler zurück. Auch dort litt er weiterhin unter Beschwerden, vor allem war er an manchen Tagen kaum in der Lage, einen Stift in der Hand zu halten, ohne entweder das Papier oder den Stift zu zerstören. Der Linkshänder schrieb deshalb fortan nur noch mit seiner rechten Hand, mit der er besser klarkam. Snooker spielte er in dieser Zeit gar nicht mehr.
Erst ab Anfang 1979 kehrte er langsam zurück. Zwar konnte er ansatzweise wieder spielen, doch weiterhin hatte er Probleme, den Queue überhaupt zu halten. Ross entwickelte daraufhin eine eigene, laut Clive Everton „sehr unkonventionelle“ Technik, bei der sein Handgelenk unter dem Queue hielt, um diesen zu stabilisieren, und dafür auch eine Körperhaltung entsprechend anpasste. In den folgenden Wochen und Monaten spielte er regelmäßiger und konnte sich dabei immer mehr verbessern. Seine neue Spielhaltung behielt er weitgehend bei, wenngleich er die Position seines Handgelenkes langsam wieder an die übliche Haltung über dem Queue anpasste. Anfang Dezember 1979 gelang ihm überraschend bei einem Amateur- oder Trainingsspiel ein Maximum Break. Daran anschließend beschloss der Schotte, wieder Profispieler zu werden. Clive Everton, einer der profiliertesten Snooker-Journalisten seiner Zeit, nannte die Geschichte von Ross als „die bemerkenswerte Geschichte“ eines Snookerspielers, bei dem psychische Probleme die Spielweise beeinflussten.
Anfang 1980 kehrte er auf die Profitour zurück. Er debütierte im English Billiards bei der UK Championship und im Snooker in der WM-Qualifikation, wobei er bei letzterem Turnier eine 3:9-Niederlage gegen Steve Davis einstecken musste. Noch im selben Jahr trat er zu einem Herausforderungsduell um die Scottish Professional Championship gegen Eddie Sinclair an, was Sinclair mit 6:11 für sich entscheiden konnte. Die nächste Saison begann mit einer 3:9-Niederlage gegen Sid Hood bei der UK Championship, die er mit einer 0:9-Niederlage gegen Tony Knowles in der WM-Qualifikation fortsetzte und mit einer knappen 3:5-Niederlage gegen Eddie McLaughlin in einem Spiel der Scottish Professional Championship beendete. Bei der Scottish Professional Championship 1982 gewann Ross gegen Bert Demarco wieder ein Spiel, schied dann aber anschließend gegen Ian Black, bevor er die nächsten drei Spiele zu null verlor. Sein letztes Profispiel verlor er mit 5:9 gegen Jim Donnelly bei der UK Championship 1982, denn anschließend bestritt Ross keine weiteren Profispiele mehr. Ohne sich je auf der Snookerweltrangliste platziert zu haben, beendete der Schotte 1986 nach zehn Saisons seine Profikarriere.
Ross spielte auf Amateurebene sowohl vor als auch nach seiner Karriere Snooker und English Billiards und konnte dabei zahlreiche lokale Titel gewinnen, insbesondere im Raum Woking/Byfleet, wo er bis kurz vor seinem Tod in Clubs mitspielte. Ross war verheiratet und hatte zwei Töchter und einen Sohn. Er verstarb am 4. Mai 2013 im Alter von 80 Jahren. Eine Trauerfeier für ihn fand am 22. Mai 2013 im Krematorium von Woking statt.

## Erfolge
| Ausgang         | Jahr | Turnier                              | Finalgegner     | Ergebnis |
| --------------- | ---- | ------------------------------------ | --------------- | -------- |
| Amateurturniere |      |                                      |                 |          |
| Zweiter         | 1968 | English Amateur Championship         | David Taylor    | 6:11     |
| Zweiter         | 1970 | English Amateur Championship – South | Jonathan Barron | 5:6      |
| Zweiter         | 1975 | English Amateur Championship – South | Willie Thorne   | 5:8      |
| Sieger          | 1976 | English Amateur Championship – South | Patsy Fagan     | 8:6      |
| Sieger          | 1976 | English Amateur Championship         | Roy Andrewartha | 11:7     |
| Profiturniere   |      |                                      |                 |          |
| Zweiter         | 1980 | Scottish Professional Championship   | Eddie Sinclair  | 6:11     |